# Municipio de Corwin (Illinois)
El municipio de Corwin (en inglés: Corwin Township) es un municipio ubicado en el condado de Logan en el estado estadounidense de Illinois. En el año 2010 tenía una población de 643 habitantes y una densidad poblacional de 7,39 personas por km².

## Geografía
El municipio de Corwin se encuentra ubicado en las coordenadas 40°5′40″N 89°32′54″O / 40.09444, -89.54833. Según la Oficina del Censo de los Estados Unidos, el municipio tiene una superficie total de 87.01 km², de la cual 86,93 km² corresponden a tierra firme y (0,09 %) 0,08 km² es agua.

## Demografía
Según el censo de 2010, había 643 personas residiendo en el municipio de Corwin. La densidad de población era de 7,39 hab./km². De los 643 habitantes, el municipio de Corwin estaba compuesto por el 98,44 % blancos, el 0,16 % eran afroamericanos, el 0,16 % eran amerindios, el 0,16 % eran isleños del Pacífico y el 1,09 % eran de una mezcla de razas. Del total de la población el 2,33 % eran hispanos o latinos de cualquier raza.